# Cercos de Badajoz na Guerra Peninsular
Durante a Guerra Peninsular, a praça de Badajoz sofreu quatro cercos, em 1811 e 1812. A conquista desta praça pelas tropas de Wellington, no último cerco, foi particularmente violenta. Espanhóis, franceses, britânicos e portugueses lutaram pela sua conquista e pela sua manutenção. Durante estas quatro operações militares, para manter ou capturar a praça de Badajoz, morreram, ficaram feridos e foram aprisionados cerca de 6 500 homens do lado dos franceses e cerca de 11 000 por parte dos Aliados (britânicos, espanhóis e portugueses). Porque era Badajoz tão importante?

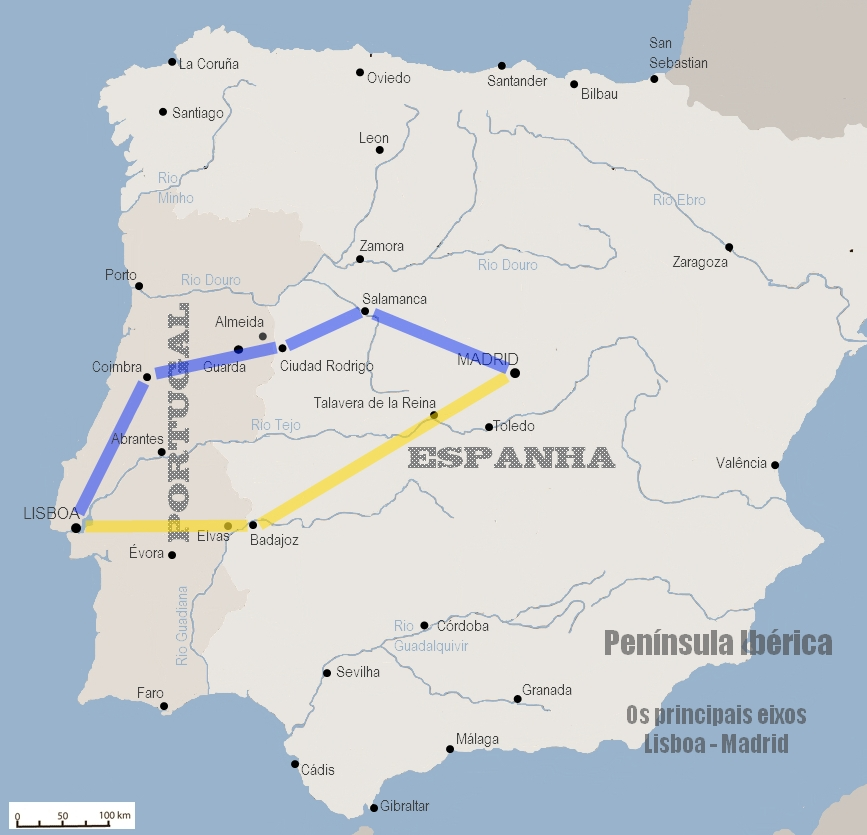
Principais eixos de ligação Lisboa -Madrid.

## Importância da fortaleza de Badajoz
Badajoz é uma cidade fortificada espanhola, situada num dos principais eixos de comunicação entre Espanha e Portugal. Do lado português, Elvas era a principal praça-forte. A cidade estava rodeada por  muralha com 7 a 8 metros de altura, que ligavam oito baluartes um pouco mais altos do que as muralhas. No canto Nordeste das muralhas existia um castelo construído sobre uma colina íngreme, que atingia cerca de 30 metros acima do nível das águas do Rio Guadiana - que passa a Norte de cidade.

Na rota de invasão de Portugal, por Sul, Badajoz e Elvas são incontornáveis, seja qual for a direcção em que a invasão se realize. Avançar, deixando para trás praças tão fortes com guarnições numerosas, significava ter na retaguarda do invasor uma força militar importante que iria certamente cortar a linha de comunicações com a sua base de operações e lançar acções ofensivas sobre a sua retaguarda; significava não só pôr em causa o fluxo de abastecimentos, munições ou reforços, a evacuação de feridos ou prisioneiros de guerra, mas também, bloquear o eixo de retirada que eventualmente poderia ser necessário utilizar.
Nesta ordem de ideias, a posse de Badajoz (e de Elvas) era essencial para a realização de uma acção ofensiva por Sul. Se os franceses queriam invadir Portugal por este eixo, tinham de garantir a posse destas praças. Se Wellington queria desencadear uma acção ofensiva que implicasse a utilização da rota para Talavera e Madrid, necessitava, de igual forma, de garantir a sua posse. A Norte, Almeida e Ciudad Rodrigo desempenhavam um papel idêntico. A posse destas quatro fortalezas não só abria a Wellington o caminho para o interior de Espanha como impedia os franceses de terem acesso ao interior de Portugal.

## Primeiro Cerco de Badajoz – 26 de Janeiro a 11 de Março de 1811
Quando Massena iniciou a Terceira Invasão de Portugal, Napoleão não tinha dado quaisquer ordens a outros exércitos franceses na Península Ibérica para apoiarem aquela invasão. Essas ordens só foram enviadas a Soult a 29 de Setembro de 1811, isto é, dois dias depois da Batalha do Buçaco e  só chegaram ao destinatário em meados de Dezembro. De acordo com elas, Mortier devia invadir Portugal por forma a ameaçar Lisboa a partir da margem Sul do Tejo. Soult entendeu que nenhuma força francesa deveria avançar dentro de Portugal sem que primeiro estivesse garantida a posse de Badajoz e Elvas.
Soult iniciou o cerco de Badajoz, nos últimos dias de Janeiro de 1811. A guarnição da praça era constituída unicamente por espanhóis. Das forças anglo-portuguesas que, nessa altura, ao abrigo das Linhas de Torres Vedras, enfrentavam Massena, não foi enviado nenhum corpo de tropas para apoiar Badajoz.  Depois de afastar as tropas espanholas de Ballesteros e de ter capturado Olivença, Soult pôs cerco a Badajoz no dia 26 de Janeiro.

No dia 5 de Fevereiro, um exército sob comando do General Mendizabal surgiu na margem norte do Guadiana, com a intenção de apoiar a guarnição de Badajoz. Os franceses tomaram a iniciativa e derrotaram a força espanhola na Batalha de Gebora, em 19 de Fevereiro de 1811. O cerco prosseguiu e, no dia 4 de Março, o comandante da guarnição espanhola, General Rafael de Menacho, foi morto. O seu substituto, José Imaz, apesar de ter a praça bem fornecida de munições e alimentos, apresentou a capitulação uma semana mais tarde (11 de Março). Milhares de militares espanhóis foram capturados assim como uma grande quantidade de artilharia, munições e alimentos.

## Segundo Cerco de Badajoz - 22 de Abril a 12 de Maio de 1811

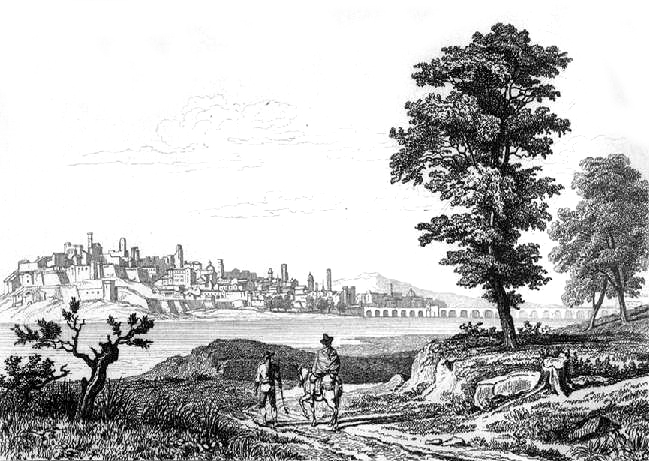
Vista de Badajoz, através do Rio Guadiana, na base da colina onde se situa o forte de San Cristóbal, por Eugene Buttura (1812-1852).

Após a captura de Badajoz pelos franceses, Wellington enviou Beresford com uma força de 20 000 homens com a missão de afastar Soult e, se possível, recapturar aquela praça. Soult tinha voltado para a Andaluzia preocupado com a derrota das tropas francesas na Batalha de Barrosa, perto de Cádiz. Ficou em Badajoz uma guarnição de 3 000 homens sob comando do General Phillipon e uma pequena força de cobertura. Esta foi facilmente afastada por Beresford que, entretanto, tinha retomado Olivença mas tudo o mais correu mal.
Existiam poucos meios para atravessar o Guadiana. A chuva intensa piorou esta situação e alagou parte do terreno onde teriam de ser executadas as obras de cerco. Só foi possível iniciar os trabalhos de engenharia, para aproximação das muralhas e instalação da artilharia, no dia 8 de Maio à noite, após a captura do forte de San Cristobal. O seu trem de cerco era um conjunto limitado de peças de artilharia antigas, retiradas das muralhas de Elvas, e as munições faltavam com frequência.
Em quatro dias de trabalho, as tropas de Beresford foram flageladas pela artilharia da praça de Badajoz e sofreram 733 baixas. Na noite de 12/13 de Maio, Beresford recebeu a notícia da aproximação de uma força francesa, sob comando de Soult, destinada a libertar a praça e que se encontrava a 120 km de de distância. Beresford deixou apenas uma pequena força perto de Badajoz e preparou-se para cortar o caminho ao corpo de tropas de Soult. A Batalha de Albuera, travada a 16 de Maio, impediu que os reforços chagassem a Badajoz.

## Terceiro Cerco de Badajoz - 19 de Maio a 10 de Junho de 1811
Após a Batalha de Albuera, Beresford retomou o cerco de Badajoz. Enquanto as tropas anglo-lusas se afastaram da praça para enfrentar as tropas de Soult, a guarnição francesa conseguiu sair das muralhas e destruir os trabalhos de cerco que já tinham sido iniciados. Wellington chegou a Badajoz, à frente de um corpo de tropas de 44 000 homens, no dia 19 de maio de 1811. O bloqueio à praça foi retomado de imediato e os trabalhos de cerco tiveram início no dia 24 desse mês. Esses trabalhos foram sempre muito lentos porque havia poucos oficiais de engenharia e a artilharia disponível não era a mais apropriada para o cerco.
O primeiro assalto foi efectuado a 6 de Junho. Os franceses deixaram os atacantes aproximarem-se bastante para abrirem fogo com granadas antipessoal e provocarem elevadas baixas. Uma segunda tentativa, efectuada três dias mais tarde, falhou de igual forma. No dia 17 de Junho, Wellington teve conhecimento que o Marechal Marmont tinha juntado as suas tropas às de Soult, formando assim um exército de 60 000 homens, e que se aproximavam de Badajoz. Apesar de a guarnição da praça se encontrar numa situação difícil provocada pela fome, Wellington dispunha de uma força inferior e não queria arriscar perdê-la. Por isso, retirou para uma posição forte perto de Elvas e os dois marechais franceses decidiram não atacá-lo.

A praça de Badajoz foi reabastecida. A oportunidade de recapturá-la tinha sido perdida. Marmont voltou para o vale do Tejo, perto de Talavera. Soult retirou para a Andaluzia a fim de manter o seu domínio daquela região ameaçada a partir de Cádiz. Wellington levou o grosso das suas tropas para Norte. A sua próxima acção seria a captura de Ciudad Rodrigo.

## Quarto Cerco de Badajoz - 17 de Março a 7 de Abril de 1812
Após a captura de Ciudad Rodrigo, Wellington virou-se novamente para Badajoz onde chegou no dia 16 de Março de 1812. A guarnição daquela praça, agora com 5 000 homens, era ainda comandada pelo General Armand Philippon e estava bem abastecida de alimentos e munições. Soult, responsável pelo apoio à guarnição de Badajoz, estava convencido de que a praça estava segura.

Wellington tinha a experiência dos ataques fracassados no ano anterior. Fez reconhecimentos minuciosos e decidiu atacar a partir de Sudeste lançando também ataques secundários na zona do castelo e sobre os baluartes mais ocidentais. O forte Picurinha (Picuriña) foi bombardeado e capturado a 25 de Março. Imediatamente foram aí construídas posições para a artilharia e as baterias foram apontadas para as muralhas da cidade. No dia 30 de Março, trinta e oito peças de artilharia começaram a bombardear as muralhas de Badajoz. No dia 6 de Abril, tinham sido abertas três brechas e foi dada ordem para o assalto que deveria começar ao anoitecer.
Os ataques foram extremamente difíceis e após uma hora de luta feroz ninguém tinha conseguido entrar na praça e a base das muralhas estava cheia de feridos e mortos. Os ataque através das brechas tinham provocado um número muito elevado de baixas. Foram feitas várias tentativas que fracassaram. Perante a resistência notável dos franceses, as tropas anglo-lusas lançaram variados ataques e, quando já se admitia o fracasso desta operação e se davam ordens de retirada, começaram a surgir as notícias dos sucessos obtidos nos sectores dos ataques secundários, onde as forças aliadas tinham conseguido entrar na praça. Ao aperceberem-se dessa situação, os franceses começaram a depor as armas.
Às primeiras horas da manhã do dia 7 de Abril, a cidade estava em poder de Wellington. Seguiu-se (pelas forças aliadas, inglesas e portuguesas) um intenso acto de pilhagem e destruição, e violações de mulheres espanholas. Os franceses sofreram 1 350 baixas e perderam também muitas bocas de fogo de artilharia e uma grande quantidade de abastecimentos e munições. Perderam também o controlo da principal estrada entre Lisboa e Madrid. Os Aliados tiveram cerca de 4 900 baixas.

## Curiosidades
Sir Harry Smith, que se tornou governador geral da Colônia do Cabo e alto comissário na África do Sul entre 1847 e 1852, conheceu nesse dia 7 de Abril, defendendo-a de saques e assaltos  sua futura esposa, a espanhola   Juana María de los Dolores de León (natural de Badajoz), mais tarde Lady Juana Smith. A cidade Sul-africana de Ladysmith tem  o seu nome como homenagem.